# Ga Gaori
Ga Gaori (Tiếng Hàn: 가오리역, Hanja: 加五里驛) là ga trên Ui LRT nằm ở Suyu-dong, Gangbuk-gu, Seoul. Nó được khai trương vào ngày 2 tháng 9 năm 2017.

## Lịch sử
- 2 tháng 3 năm 2017: Tên ga được quyết định là Ga Gaori[4]
- 2 tháng 9 năm 2017: Hoạt động kinh doanh bắt đầu với việc khai trương Tuyến Ui-Sinseol của Đường sắt nhẹ Seoul.

## Bố trí ga
| Nghĩa trang Quốc gia 19 tháng 4 ↑ |
| \| N/B                            |
| ↓ Hwagye                          |

| Hướng Bắc | ● Tuyến Ui-Sinseol | ← Hướng đi Nghĩa trang Quốc gia 19 tháng 4 · Công viên Solbat · Bukhansan Ui |
| Hướng Nam | ● Tuyến Ui-Sinseol | → Hướng đi Hwagye · Solsaem · Đại học Nữ sinh Sungshin · Sinseol-dong →      |

## Xung quanh nhà ga
- Trung tâm Văn hóa và Nghệ thuật Gangbuk
- Trường tiểu học Seoul Wooi
- Trung tâm Phục hồi chức năng Quốc gia
- Cơ sở Suyu của Làng Anh Seoul
- Trung tâm phúc lợi hành chính Insu-dong
- Trường tiểu học Seoul Insu
- Trường trung học cơ sở Insu